# スモール出版
スモール出版（すもーるしゅっぱん）は、東京都中野区にある日本の出版社。正式社名は株式会社スモールライト。スモール出版はそのブランドネームにあたる。
「今までありそうでなかった本」をテーマに、個性的な趣味実用本を数多く手掛けているのが特徴。

## 主な刊行物

### ラジオ・テレビ番組関連
- 『ダンカンの企画書』（ダンカン）
- 『ライムスター宇多丸のウィークエンド・シャッフル“神回”傑作選 Vol.1』（TBSラジオ「ライムスター宇多丸のウィークエンド・シャッフル」）
- 『R&B馬鹿リリック大行進～本当はウットリできない海外R&B歌詞の世界～』（高橋芳朗・宇多丸・古川耕・TBSラジオ「ライムスター宇多丸のウィークエンド・シャッフル」）
- 『町山智浩の「アメリカ流れ者」』（町山智浩・TBSラジオ「たまむすび」）
- 『高橋ヨシキのシネマストリップ 戦慄のディストピア編』『高橋ヨシキのシネマストリップ』（高橋ヨシキ・NHKラジオ第1「すっぴん!」制作班）
- 『ことわざアップデートBOOK』（TOKYO MX「5時に夢中!」）
- 『ディス・イズ・アメリカ 「トランプ時代」のポップミュージック』（高橋芳朗）
- 『ディスカバー・マイケル THE BOOK』（西寺郷太・NHK-FM「ディスカバー・マイケル」制作班）

### ボードゲーム関連
- 『ボードゲームカタログ202』『ボードゲームカタログ201』『ボードゲームカタログ』（すごろくや）
- 『大人が楽しい 紙ペンゲーム30選』（すごろくや）
- 『おうちでボードゲーム for ママ＆キッズ』（すごろくや）
- 『ブレイジング・エース！ ―西部開拓のトランプゲーム集―』（ライナー・クニツィア、竹田原裕介）
- 『ライナー・クニツィアのダイス・トランプゲーム集』（ライナー・クニツィア、竹田原裕介）
- 『ダイスゲーム百科』（ライナー・クニツィア、正田謙）
- 『トランプゲーム大全』（赤桐裕二）
- 『ボードゲーム デザイナー ガイドブック ～ボードゲーム デザイナーを目指す人への実践的なアドバイス』（トム・ヴェルネック、小野卓也）
- 『ボードゲームワールド』（小野卓也）
- 『BOARD GAME GUIDE 500』（田中誠／テンデイズゲームズ）
- 『今夜はじめる人狼ゲーム[カード付きブック]』（真城七子、ドロッセルマイヤーズ）
- 『遊びの宝箱』（草場純）
- 『ボードゲームって本当におもしろいの？ ～ボードゲーム クロスレビュー』（ふうか）
- 『メビウスママのエッセンシュピール ガイドブック』（能勢真由美／メビウスゲームズ)
- 『すばらしきパーティジョイの世界』（坂本犬之介・オフィス新大陸）
- 『マーダーミステリーゲーム　死神は白衣をまとう：DEATH WEARS WHITE…』
- 『トイレ我慢カードゲーム モレール』

### 謎解き関連
- 『リアル脱出ゲーム 公式過去問題集』（SCRAP）
- 『ミステリーナイト プレイブック Murder Mystery Table』（E-Pin企画 城島和加乃）
- 『ミステリーナイト Mission Book』（E-Pin企画）
- 『勇者と魔神 ～武器と防具は文房具～（謎解きアドベンチャーBOOK）』（東京ボウズ）
- 『木ノ下くんの初恋（謎解きアドベンチャーBOOK）』（ろじっくぱらだいす ワタナベ）
- 『不思議な地図 ～26の世界～（謎解きアドベンチャーBOOK）』（千石一郎）
- 『ロジカルパズルRPG 魔法の迷宮と隠された扉』（ロジカルパズルRPG制作委員会）
- 『謎解きパズルドリル』（Xevs）
- 『推理小説×ジグソーパズル 鏡の国の住人たち』（京都大学推理小説研究会）

### ポップカルチャー関連
- 『町山智浩のシネマトーク 恋する映画』（町山智浩）
- 『町山智浩のシネマトーク 怖い映画』（町山智浩）
- 『アメリカン・セレブリティーズ』（辰巳JUNK）
- 『あなたの恋がでてくる映画』（二村ヒトシ）
- 『girls. - conix Illustration Book』（conix）
- 『ブラックムービー ガイド』（杏レラト）
- 『ヘンテコ映画レビュー』（高橋ヨシキ）
- 『高橋ヨシキのサタニック人生相談』（高橋ヨシキ）
- 『コンビニかけ合わせグルメ』（ディスク百合おん）
- 『Figure COLLECTION*［フィギュアコレクション］』（Lights! Camera! Action!）
- 『消しゴムコレクション』（まゆぷ～）
- 『ビストロ・アニメシのレシピブック あのアニメの料理が作れる！』（土谷未希）
- 『みかんの面白いむき方大百科』（中村孝司／スモールライト)

### 音楽関連
- 『VIBE RHYME（ヴァイブ・ライム）［復刻版］』（近田春夫）
- 『考えるヒット テーマはジャニーズ』（近田春夫）
- 『今日から使えるヒップホップ用語集』（押野素子、JAY）
- 『NAS イルマティック』（マシュー・ガスタイガー、押野素子、高橋芳朗）
- 『マイルス・デイヴィス ビッチェズ・ブリュー』（ジョージ・グレラ・ジュニア、川嶋文丸）
- 『ヘヴィ・メタル 鋼鉄のお遊びブック』（アイ・ジェイ、Jun Kawai）
- 『ザ・エクステンデッド　80'sポップス・12インチ・シングル・コレクション』（エディット・カンファレンス）
- 『AKB48とニッポンのロック ～秋元康アイドルビジネス論』（田中雄二）

### 土木関連
- 『マンホールカード コレクション 3　第9弾～第12弾＋特別版』（下水道広報プラットホーム(GKP)）
- 『マンホールカード コレクション 2　第5弾～第8弾』（下水道広報プラットホーム(GKP)）
- 『マンホールカード コレクション 1　第1弾～第4弾』（GKPマエプロ）
- 『ダムカード大全集 Ver.2.0』『ダムカード大全集』（宮島咲）
- 『ダムかるた』（萩原雅紀）
- 『ダムを愛する者たちへ』（阿久根寿紀、神馬シン、宮島咲、琉）

### その他
- 『藝人春秋Diary』（水道橋博士）
- 『始めるノートメソッド』（西寺郷太）
- 『伝わるノートマジック』（西寺郷太）
- 『ボディビルのかけ声辞典』（公益社団法人 日本ボディビル・フィットネス連盟）
- 『ボディビル大会 観戦ガイド』（大森恵美子）
- 『中国新世代　チャイナ・ニュージェネレーション』（小山ひとみ）
- 『世界のエリートとか関係なく面白い猥談』（佐伯ポインティ）
- 『FANZA BOOK』（FANZA）
- 『「悪くあれ！」窒息ニッポン、自由に生きる思考法』（モーリー・ロバートソン）
- 『前科おじさん』（高野政所）
- 『この10年でいちばん重要な文房具はこれだ決定会議（DIALOGUE BOOKS）』（ブング・ジャム＋古川耕）
- 『スクリプトドクターのプレゼンテーション術（DIALOGUE BOOKS）』（三宅隆太）
- 『ブルベのすべて』（鈴木裕和）
- 『一故人』（近藤正高）
- 『サイン・署名のつくり方』（署名ドットコム）
- 『初心者のための英語学習ガイド ～「英語をしゃべりたい!」と思ったらいちばんはじめに読む本』（山下えりか）
- 『かんたんイス坐禅のすすめ』（Kosyo）
- 『箱覧会』（小西七重／タイムマシンラボ)
- 『みんなで作るパクチー料理』（佐谷恭＆パクチーハウス東京）

など

## 主なグッズ
- ビブラストーン ロゴ Tシャツ（復刻版）
- 高橋ヨシキ ソフトビニール フィギュア
- conix シルクスクリーン オリジナル作品

など